# Бабаи (Харьковская область)
Баба́и (устар. Баба́й, изначально — Архангельское) (укр. Бабаї) — посёлок в Харьковском районе Харьковской области, Украина.
Является административным центром Бабаёвского поселкового совета, в который, кроме того, входит село Затишное.

## Происхождение названия
Название образовано, словообразовательным средством флексии множественного числа, от фамилии «Бабай» одного из родов русских. Одним из них был Федор Климентьевич Бабай. Интересно, что все русские, в том числе и Бабаи, были выселены из села, но название осталось.
И в наше время поднимается вопрос о переименовании русского названия посёлка на новое

## Географическое положение
Посёлок городского типа Бабаи находится на правом берегу реки Уды, выше по течению примыкает пгт Покотиловка, ниже по течению на расстоянии в 2 км расположено пгт Хорошево, на противоположном берегу — город Харьков. К посёлку примыкает село Затишное.
К посёлку примыкает лесной массив (дуб).

## История
- 1647 год — дата основания села. Хоть долгое время господствовала версия о 1643 годе, но этот год оказался опечаткой в документе. Тогда же на землях у реки Уды, отведенных по указу царя Алексея Михайловича, поселились русские люди — чугуевские боярские дети, среди которых был Федор Клементьевич Бабай. Изначально это поселение было селом русских, но позже их отсюда выселили, и Бабаи стало селом украинцев, что принадлежали казачьему полковнику Григорию Донцу и его потомкам[5].
- 1650 год — построен первый храм Архангела Михаила (не сохранился). Село долгое время носило название Архангельское в честь храма.[9]
- В 1650-х годах село вошло в Харьковский полк.
- Во время гайдамацкого движения 50—70-х годов XVIII века местные жители поддержали казацко-крестьянские отряды, действовавшие возле Бабаёв.
- В 1774 году у бабаевского священника Я. Правицкого некоторое время жил писатель и философ Григорий Сковорода (здесь он закончил писать свои «Басни харьковские»). Неподалёку в Бабаёвском лесу расположен источник, названный в честь Сковороды.
- В 1782 году губернским прокурором Петром Андреевичем Щербининым была построена каменная церковь с колокольней во имя Архангела Михаила — «Церковь каменная с иконостасом лучшей работы». Здание храма не сохранилось.
- Позднее село стало административным центром Бабаевской волости Харьковского уезда Харьковской губернии Российской империи.
- В 1938 году селу присвоен статус посёлка городского типа.
- В 1940 году, перед ВОВ, в Бабаях, находившемся на правом берегу реки Уды, были 713 дворов, озеро, винный завод, сельсовет.[10]

Во время Великой Отечественной войны с конца октября 1941 по конец августа 1943 (с перерывом в феврале-марте 1943) село находилось под немецкой оккупацией.
На территории поселкового Совета в годы войны в окрестностях посёлка действовал партизанский отряд отряд А.П. Камышана.
В годы войны около семисот жителей посёлка воевали на фронтах в рядах Советской армии; из них погибли более двухсот воинов; все вернувшиеся с фронта (на 1975 год — 454 человека) были награждены орденами и медалями СССР. Бабаевцы советские воины Ф. А. Потапенко и С. Ф. Ярмак совершили подвиги и посмертно удостоены звания Герой Советского Союза. Их именами названы улицы и школа (именам Потапенко) в посёлке.
В 1966 году население составляло 7700 человек; в селе были средняя школа, 5 библиотек, два клуба; действовал совхоз «Красный партизан» с 4300 га угодий.
В 1968 году крупнейшими предприятиями посёлка являлись авторемонтный завод, цех обувной фабрики и овоще-молочный совхоз.
В январе 1989 года численность населения составляла 7194 человека.
В июле 1995 года Кабинет министров Украины утвердил решение о приватизации находившегося здесь совхоза.
На 1 января 2013 года численность населения составляла 6930 человек.

## Экономика
- Бабаёвский авторемонтный завод.
- «Антарекс», ООО.
- «Золотой Феникс», ООО.
- ЧП «Биговал».
- ЧП «Саженцы роз».
- База Отдыха SoHo

## Транспорт
Здесь проходит железная дорога Харьков — Красноград, станция Покотиловка находится в 3 км от посёлка.
Через посёлок проходят шоссе М-18 (Харьковская окружная дорога и E 105).

## Объекты социальной сферы
- Детский сад.
- Школа.
- Бабаёвская детская музыкальная школа.
- Дом культуры.
- Бабаёвская участковая больница.
- Бабаёвский авторемонтный завод.

## Известные люди
- В Бабаях некоторое время проживал Григорий Сковорода, дом которого сохранился в посёлке.
- Ярмак, Сергей Фёдорович — участник Великой Отечественной войны, командир миномётного расчёта, Герой Советского Союза, родился в селе Бабаи.
- Потапенко Филипп Алексеевич — Герой Советского Союза, житель с. Бабаи.
- Г. И. Криволапов — Герой Социалистического Труда.
- Игорь Воронченко — командующий (c 2016 г.) Военно-морскими силами Украины, вице-адмирал. Родился в селе Бабаи.
- Екатерина Монзуль, известная женщина-футбольный арбитр Украины, в детстве проживала в Бабаях и выступала за футбольную команду посёлка.
- Александр Бондаренко (1893—1941), доктор экономических наук (1936), академик ВАСХНИЛ (1935), вице-президент (1931—1935), ученый секретарь (1935—1936) ВАСХНИЛ, экономист, государственный деятель.

## Достопримечательности
- Братская могила советских воинов и памятный знак воинам-землякам, погибшим на фронтах Великой Отечественной войны.
- Имение Щербининых, флигель, бывший дом священника Я. Правицкого. Памятник истории и культуры Слобожанщины (ему более 200 лет). Историки предполагают, что тут останавливался родной брат Пушкина Лев Сергеевич, друг поэта барон Дельвиг и даже сам Александр Сергеевич. Долгое время в этом доме жил Григорий Сковорода, здесь он написал свои «Байки харьковские».

## Религия

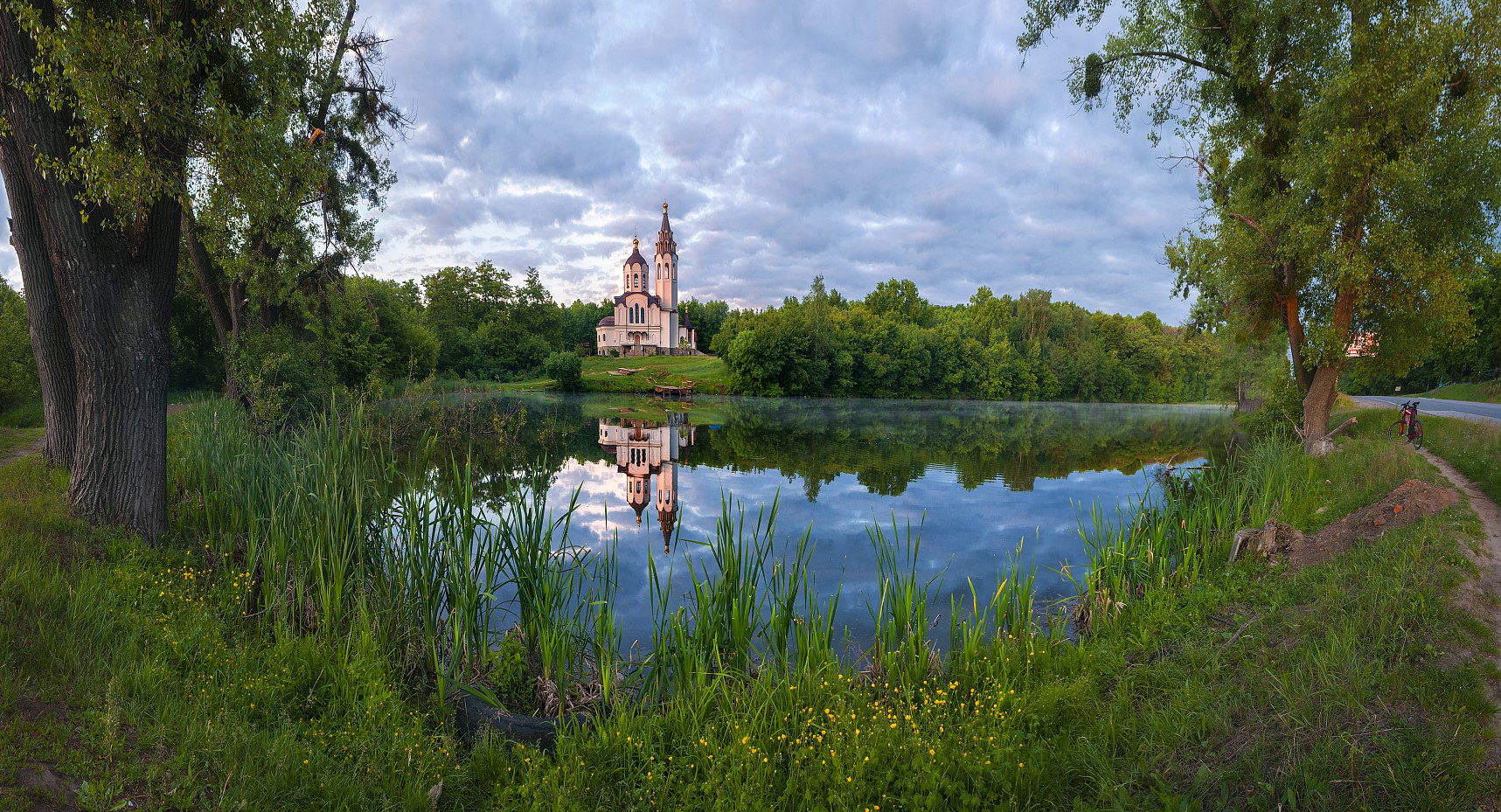
Храм Михаила Архангела

- Православный храм Архангела Михаила (верхний) и храм чуда Михаила в Хонех (нижний, в одном здании); с 2004 рядом строится Архангело-Михайловский монастырь.